# Maksim Bahdanovič
Maksim Bahdanovič (bjeloruski: Максім Багдановіч, Minsk, 9. prosinca 1891. – Jalta, 25. svibnja 1917.) bio je bjeloruski pjesnik, novinar i književni kritičar.
Bahdanovič se rodio u Minsku u obitelji znanstvenika. Godine 1892. obitelj se preselila u Grodno, gdje je njegova majka umrla mlada od sušice. Godine 1896. njegov otac Adam Bahdanovič putuje sa svojom djecom u Nižnji Novgorod u Rusiju. Maksim je, tada napisao svoje prve pjesme. Tijekom revolucije 1905. aktivno je sudjelovao u štrajku.
Godine 1907. objavio je svoj prvi roman "Muzika". U lipnju 1908. pjesnikova obitelj seli u Jaroslavlj. Nakon završetka školovanja 1911., Bahdanovič putuje u Bjelorusiju, kako bi upoznao važne osobe bjeloruske književnosti kao što su: Vaclau Lastouski, Ivan Luckievič i Anton Luckievič. Iste godine započinje studij prava na liceju u Jaroslavlju. Tijekom studija radio je u novinarstvu, napisao je brojne radove iz književnosti i uspješno objavljivao u Rusiji i Bjelorusiji.
Početkom 1914., njegova knjiga pjesama "Vianok", objavljena je u Vilniusu. U ljeto 1916., otputovao je u Minsk, kako bi radio u lokalnoj vlasti. U veljači 1917., putuje u Krim liječiti se od sušice, ali je preminuo iste godine.
Njegove su pjesme sačuvane u obiteljskoj kući, ali je kolekcija teško oštećena tijekom Ruskoga građanskoga rata 1918.